# 단발궤도선
단발궤도선(single-stage-to-orbit, SSTO)이란 수직 또는 수평 이륙후 별도의 부스터 분리 혹은 하드웨어적인 분리 없이 안정된 궤도에 진입하는 것이 가능한 비행체를 지칭한다.
기술적 어려움 때문에 지구에서 발사해 궤도진입에 성공한 비행체는 존재하지 않지만, 아폴로 계획의 달 착륙선과, 소비에트 연방의 몇몇 달 계획 탐사선이 달 표면에서 이륙해 하드웨어 분리 없이 달 궤도에 진입하는데 성공했는데 이는 달의 대기 부재와 적은 중력 덕분이다.
단발궤도선으로 간혹 혼동되는 미국과 러시아의 우주왕복선은 상승 단계에서 고체 부스터와 주 연료탱크를 분리하기 때문에 단발궤도선이라 할 수 없다.
단발궤도선은 궤도진입전까지 기체에서 분리되는 어떠한 하드웨어도 없기 때문에 재활용율이 높아 현재의 우주 발사 비용을 10배 정도 줄일수 있으리라 예상된다.
현재 영국, 미국 러시아 등 각국에서 개발중이다.

## 개발 중단된 단발궤도선
- 벤처 스타

## 개발중인 단발궤도선
- 스카일론 우주선

## 실제 사용된 단발궤도선
- 달 착륙선

## 같이 보기
- 간코마루 (우주선)
- 록히드 마틴 X-33
- 추진제 질량비
- 미국 항공 우주국 X-43
- 스크램제트
- 우주 엘리베이터
- 우주선 추진
- 벤처 스타